# Днепровский планетарий
Planetarium Noosphere — центр космического образования и культуры в городе Днепр, основанный в 1968 году. Находится по адресу Крутогорный спуск, 10. 
Здание было специально спроектировано для размещения в нём планетария. Зал рассчитан на 70 зрителей. 
С ноября 2018 года находился на капитальном ремонте. В январе 2021 года был вновь открыт для посещения. Кроме ремонта здания и полной замены оборудования в звёздном зале, планетарий получил экспозиционную зону, где представлены музейные и научные интерактивные экспонаты. 
Планетарий предлагает зрителям авторские и зарубежные полнокупольные программы по астрономии и космонавтике. Его основные посетители — школьники.

## Галерея

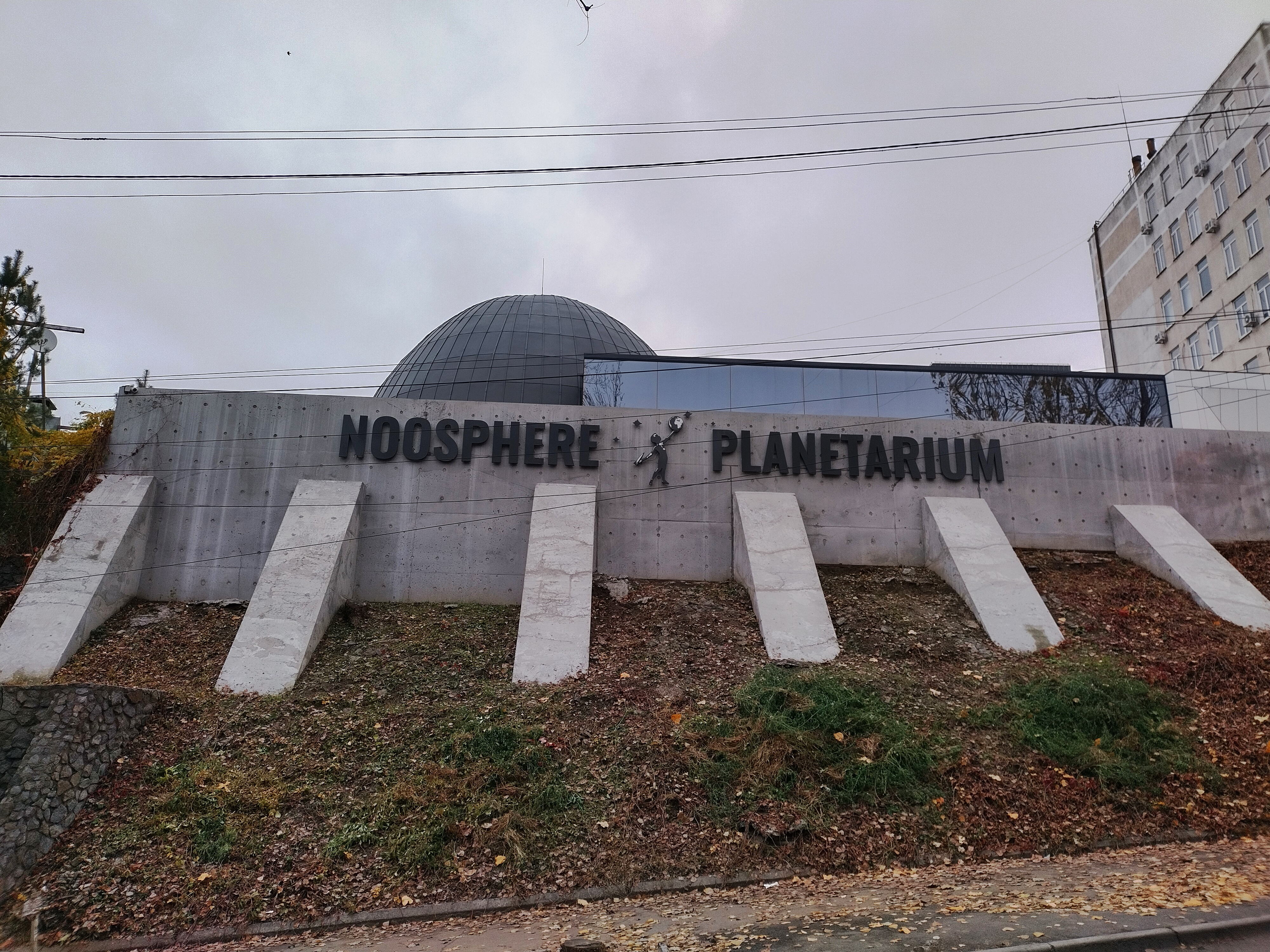
Фасад планетария
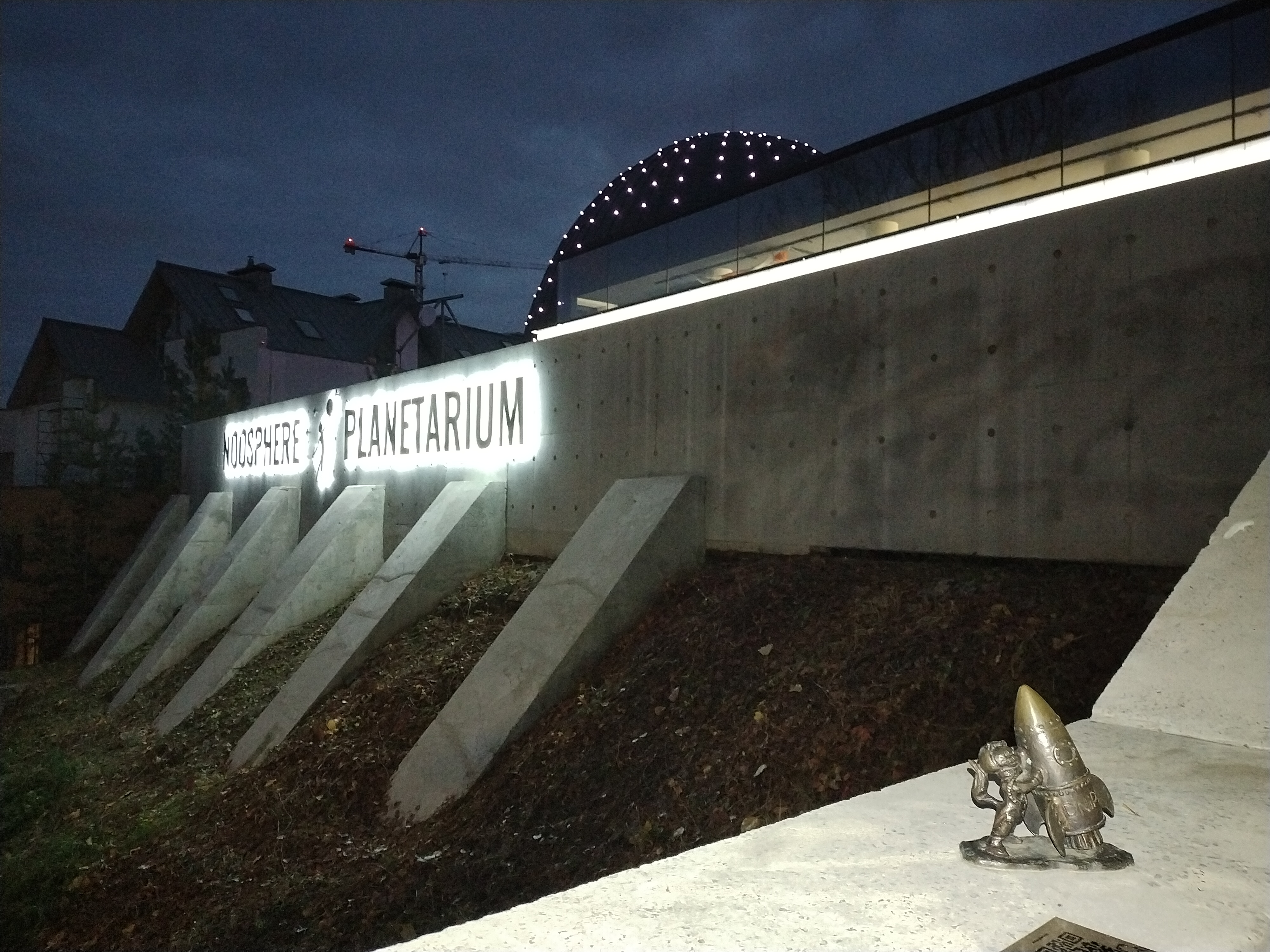
Вечерний вид